# Saverrió
Saverrió (en llatí Saverrio) era el cognomen d'una família patrícia de la gens Sulpícia.
Els personatges més destacats de la família van ser:
- Publi Sulpici Saverrió, cònsol el 304 aC
- Publi Sulpici Saverrió, cònsol el 279 aC